# Jim Montgomery
James („Jim”) Paul Montgomery  (ur. 24 stycznia 1955 w Madison) – amerykański pływak. Trzykrotny mistrz olimpijski (1976), siedmiokrotny mistrz świata (w tym pięciokrotny w 1973), wielokrotny rekordzista świata, pierwszy zawodnik w historii, który przepłynął dystans 100 m stylem dowolnym poniżej 50 sekund.

## Kariera sportowa
Od 14 roku życia był zawodnikiem Badger Dolphin Swim Club, gdzie jego trenerem był Jack Pettinger. Pierwsze sukcesy odniósł w 1973, zdobywając pięć złotych medali na pierwszych w historii mistrzostwach świata. Zwyciężył wówczas na 100 m stylem dowolnym (51,70), 200 m stylem dowolnym (1:53,02) oraz w sztafetach 4 × 100 m stylem dowolnym (3:27,18), 44 × 200 m stylem dowolnym (z rekordem świata - 7:33,22) i 4 × 100 m stylem zmiennym (3:49,49). Po mistrzostwach świata został studentem Uniwersytetu Indiany, gdzie trenował go James Counsilman. 1 września 1974 został drugi raz w karierze rekordzistą świata w sztafecie 4 × 100 m stylem dowolnym, wynikiem 3:25,17.
21 czerwca 1975 pobił rekord świata w wyścigu na 100 m stylem dowolnym, wynikiem 51,12 (poprzednim rekordzistą był od finału Igrzysk Olimpijskich w Monachium Mark Spitz z wynikiem 51,22). Na mistrzostwach świata w lipcu 1975 zdobył jednak tylko brązowy medal w wyścigu na 100 m stylem dowolnym, z czasem 51,44. Złoty medal zdobył natomiast w sztafecie 4 × 100 m stylem dowolnym, z nowym rekordem świata – 3:24,85. Rekord świata na 100 m stylem dowolnym stracił 3 sierpnia 1975 na rzecz mistrza świata z 1975 Andy Coana, który uzyskał wynik 51,11, ale odzyskał go 23 sierpnia 1975 wynikiem 50,59.
Na Igrzyskach Olimpijskich w 1976 wystartował  w czterech konkurencjach. W wyścigu na 100 m stylem dowolnym pobił w półfinale własny rekord świata, wynikiem 50,39 (24 lipca 1976) i poprawił to osiągnięcie w finale (25 lipca 1976), zdobywając złoty medal, z czasem 49,99. W ten sposób został pierwszym zawodnikiem w historii, który przepłynął ten dystans poniżej 50 sekund. Złote medale zdobył także w sztafecie 4 × 100 m stylem zmiennym (z rekordem świata 3:42,22) i 4 × 200 m stylem dowolnym (z rekordem świata 7:23,22). Ponadto w wyścigu na 200 m stylem dowolnym wywalczył brązowy medal, z czasem 1:50,58. Rekord świata na 100 m stylem dowolnym stracił już 14 sierpnia 1976, kiedy Jonty Skinner przepłynął ten dystans w czasie 49,44.
W 1977 kolejny raz pobił rekord świata w sztafecie 4 × 100 m stylem dowolnym, czasem 3:21,11. Na mistrzostwach świata w 1978 zdobył złoty medal w sztafecie 4 × 100 m stylem dowolnym, z nowym rekordem świata – 3:19,74, wywalczył też srebrny medal w wyścigu na 100 m stylem dowolnym, z czasem 50,73.
Na mistrzostwach NCAA wygrał: 100 y stylem dowolnym (1976), 200 y stylem dowolnym (1974, 1976), 4 × 200 m stylem dowolnym (1974, 1975), 4 × 200 y stylem dowolnym (1974, 1975), 4 × 100 y stylem zmiennym (1977), na mistrzostwach USA zwyciężał: 100 m stylem dowolnym: 1973, 1976 (wiosna), 1975 (lato), 200 m stylem dowolnym: 1973, 1977 (lato), 1976, 1977 (wiosna), 4 × 100 m dowolnym: 1975 (wiosna), 1975 (lato), 4 × 100 m zmiennym: 1977, 1978, 1980 (lato)
W latach 1986–2002 zdobył 14 złotych medali na mistrzostwach świata weteranów.
W 1986 został wybrany do International Swimming Hall of Fame.